# نفق الشهيد أحمد حمدي

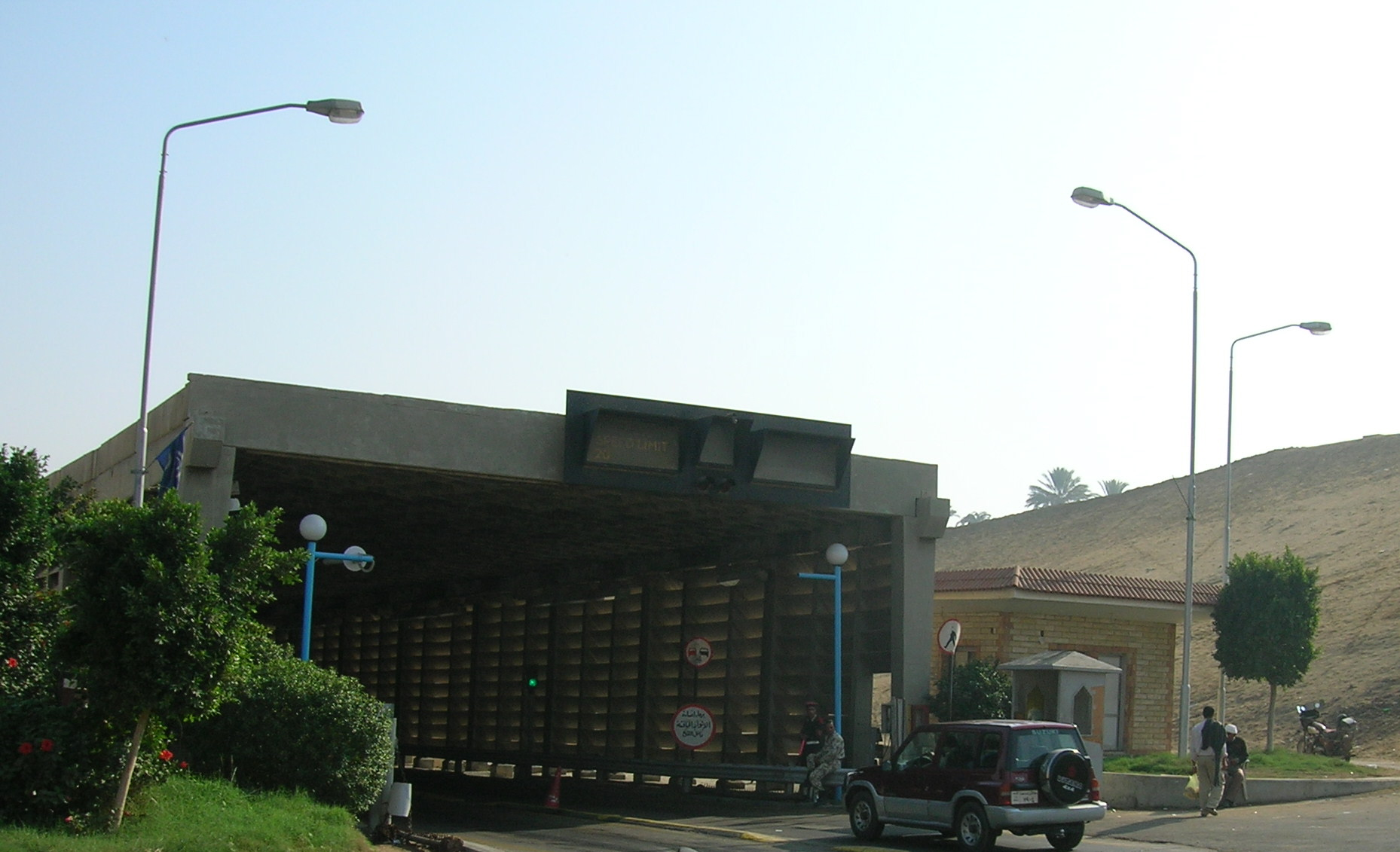

نفق الشهيد أحمد حمدي هو نفق سيارات وهو أول نفق يربط قارتي أفريقيا،و آسيا، ويعتبر العبور الثاني لقناة السويس ويربط شبه جزيرة سيناء بمدينة السويس. يستوعب النفق نحو 20 ألف سيارة يوميا. يبعد عن القاهرة حوالي 130 كيلومتر. شُيِّد بمساهمة أوروبية لتسهيل حركة المرور بين شرق وغرب القناة وربط شبه جزيرة سيناء مع باقي مصر ولتشجيع تعمير سيناء بعد إنشاء المناطق السياحية وكذلك بغرض تنمية السياحة ولإيجاد فرص العمل وزيادة الدخل لمصر من العملات الصعبة.
بدأ العمل فيهِ بعد بدء عملية السلام. 
أطلق الرئيس محمد أنور السادات اسم اللواء أحمد حمدي على النفق تكريما للأعمال البطولية التي قام بها الشهيد في حرب 1973 وسُمِّي النفق نفق الشهيد أحمد حمدي. 
- قامت بتصميمه شركة بريطانية
- وبتنفيذه شركة بريطانية أخرى مع شركة المقاولون العرب.

ظهرت بالنفق مشاكل انشائية عديدة مباشرة بعد افتتاحه مما يحد من إمكانياته. وتلك المشاكل تضمنت ظهور تشققات وقامت شركة يابانية بعمل الاصلاحات اللازمة.
نقاط العبور الحالية عديدة، منها جسر السلام في القنطرة، وجسر السكة الحديد في الدفرسوار. وترعة السلام عند بورسعيد، و8 نقاط عبور لمعديات القناة، والتي تقوم بنقل المدنيين بصورة مجانية بين الضفتين. كما يتم العمل الآن على إقامة نفق جديد أسفل مياه قناة السويس بمدينة الإسماعيلية، بهدف اختصار زمن العبور من المدن إلى سيناء إلى ثلاث دقائق فقط.
وسبق أن أعلنت مصر أنها تعتزم البدء في إقامة نفق ثان أسفل قناة السويس بالقرب من منطقة التفريعة المجاورة لميناء شرق بورسعيد على ساحل البحر المتوسط.

## المواصفات
الطول الكلي للنفق ومداخله 5912 متر منها 2288 متر حفر مكشوف للمدخل الغربي و 1984 متر حفر مكشوف للمدخل الشرقي ونفق بطول 1640 متر تحت قناة السويس على عمق 10 متر تحت أكبر عمق في مشروعات القناة المستقبلية وهو 27 متر وقد بلغ إجمالي ناتج الحفر 2.5 مليون متر مكعب. والنفق مبطن بحلقات خرسانية سابقة التجهيز وبطانة ثانوية من ألواح الفورمايكا.

## تشغيل و إدارة النفق
تقوم هيئة قناة السويس بتشغيل وإدارة النفق.